# قرة تشبق (بناجوي الغربي)
قرة تشبق (بالفارسية: قره‌چپق) هي مستوطنة تقع في إيران في قسم بناجوي الغربي الريفي. يقدر عدد سكانها بـ 5,915 نسمة .